# دوري الدرجة الأولى الروماني 1929–30
دوري الدرجة الأولى الروماني 1929–30 (بالرومانية: Divizia A 1929-1930)‏ هو الموسم 18 من دوري الدرجة الأولى الروماني. أقيم خلال الفترة 11 مايو 1930 وحتى 8 يونيو 1930، وأشرف على تنظيمه اتحاد رومانيا لكرة القدم، وكان عدد الأندية المشاركة فيه 12، وفاز فيه نادي بترولول بلويشتي.